# Seznam vysavačů ETA
Vysavače ETA pro domácnost jsou jedním z nejznámějších výrobků stejnojmenné české společnosti, sídlící v Hlinsku.

## Historie
První vysavače se v Hlinsku začaly vyrábět v roce 1952 – tehdy nesla společnost název Elektro-Praga a výroba domácích spotřebičů sem byla delimitována od sesterské společnosti Elektro-Praga Jablonec nad Nisou (ta musela opustit rýnovický areál poté, co se tam nastěhovala výroba nákladních automobilů Škoda 706 R). Roku 1953 vzniklo v Hlinsku i vývojové a konstrukční oddělení, které později pomohlo Elektro-Praze každoročně přicházet s několika novými typy. Oficiálním konstrukčním a vývojovým ústavem (pro všechny národní podniky, zabývající se výrobou spotřebního zboží) zůstával Výzkumný ústav Kovotechny.
Jedním z nejvýznamnějších designérů byl Stanislav Lachman, který do zmíněného ústavu nastoupil roku 1952 a stal se zde vedoucím oddělení. Spolu s dalšími třemi návrháři a třemi grafiky dávali vzniknout novým výrobkům včetně obalů, návodů k použití a pojmenování. Mezi další významné patřil např. Miloš Hájek. Zhruba od roku 2008 se datuje designová spolupráce s MgA. Zdeňkem Veverkou.
Zpočátku se pro vysavače používalo označení jménem nebo názvem – mezi nejznámější tak patří modely Jupiter a Pluto se svérázným designem.
Záhy však ETA přešla na kmenové číselné označování výrobků – všechny vysavače ETA tedy v sobě nesou kód 400, nebo přesněji x4xx. První číslo značí stupeň výbavy (pomocné pohony, regulace otáček apod.), poslední dvojčíslí typové rozlišení. Ke slovním názvům se ETA vrátila až v 90. letech a slouží jako obchodní pojmenování, číselný kód však zůstává a byl obohacen o řadu x8xx. Interní firemní kódování je devítimístné a uvádí i barevné provedení – např. ETA 386790000 ATLANTIC.
Standardní vysavače ETA byly sáčkové – zprvu se sáčky textilními, do kterých se dal počínaje typem 406 vložit hygienický papírový jednostěnný filtr ulehčující vyprazdňování, počínaje typem 413 byly vysavače vybaveny také papírovými sáčky s tvrdým čelem a původní textilní sáček plnil funkci pomocného bezpečnostního filtru. Začátkem 90. let přišel nový typ Neptun s možností mokrého vysávání, později se objevil i tyčový vysavač Airo a koncem 90. let ETA začala vyrábět i bezsáčkové vysavače.

## Seznam vyráběných typů (neobsahuje všechny typy)
| číselný kód typu a fotografie | název                    | rok výroby     | příkon (W)                       | výkon (W) | objem sáčku / kontejneru (l) | hlučnost (dB) | poznámky |
| ----------------------------- | ------------------------ | -------------- | -------------------------------- | --------- | ---------------------------- | ------------- | --- |
| 400                           | Pluto                    | 1956-1962      | 300                              | ?         | ?                            | ?             | vertikální vysavač, zvaný "vajíčko" |
| 401                           | Standard                 | 1955 - 1965    | 275, 300                         | ?         | ?                            | ?             | design Lachmann, možnost připojení hadice na výstup vzduchu, kombinace kovu s plastem, vyrobeno 1,2 mil. kusů |
| 402                           | Jupiter                  | 1956 - 1959    | 400                              | ?         | ?                            | ?             | design Lachmann, možnost připojit hadici na výstup vzduchu, nášlapné tlačítko, mikrofiltr před motorem, hygienické vyprazdňováni prachové nádoby mimo obytný prostor |
| 406                           | ---                      | 60. léta       | 300                              | ?         | ?                            | ?             | kovové tělo, plastová víka, možnost použití papírového filtru, možnost připojit hadici na výstup vzduchu |
| 407                           | ---                      | 60. léta       | 500                              | ?         | ?                            | ?             | základní typ vysavače, silnější motor (500 W), možnost použití papírového filtru |
| 408                           | ---                      | 70. léta       | 300                              | ?         | ?                            | ?             | plastové tělo, možnost připojit hadici na výstup vzduchu |
| 409                           | ---                      | 1962-1975      | 300                              | ?         | ?                            | ?             | kovové tělo, plastová víka, možnost připojit hadici na výstup vzduchu |
| 410                           | Tiger                    | 70. léta       | 500                              | ?         | ?                            | ?             | kovové tělo, plastová víka, možnost připojit hadici na výstup vzduchu |
| 411                           | ---                      | 70. léta       | 500                              | ?         | ?                            | ?             | vylepšený model ETA 409 (výkonnější motor) |
| 412                           | ---                      | 1971-1980      | 500                              | ?         | ?                            | ?             | "doutníkový" vysavač, kovové tělo a plastová víka, nášlapné tlačítko, v době výroby a prodeje možno dokoupit nástavec na výstup vzduchu s možností připojení hadice |
| 413                           | ---                      | 1975-1984      | 750                              | ?         | ?                            | 84            | možnost připojit hadici na výstup vzduchu, navíjení napájecího kabelu, šroubovací připojení hadice, ukazatel stavu prachového filtru V průběhu výroby se změnily motory. Na začátku výroby se používaly České hliníkové motory ETA typu 413-0 a 413-1 (Electronic) 750W. Později se používaly motory z Jugoslávie Iskra MKE 1702 750W. - 413 Electronic = s elektronickou regulací výkonu |
| 414                           | ---                      | 70. léta       | 500                              | ?         | ?                            | ?             | vylepšený model ETA 408 (výkonnější motor) |
| 416                           | ---                      | 70. léta       | 500                              | ?         | ?                            | ?             | kovové tělo, plastová víka, ukazatel stavu prachového filtru - 416 Elektronic = provedení modelu 416 s elektronickou regulací výkonu a ukazatelem stavu prachového filtru |
| 417                           | ---                      | 1977-1987      | 750, 800                         | ?         | ?                            | ?             | Nástupce vysavače ETA 413. Maximální stabilita, možnost připojit hadici na výstup vzduchu, ukazatel stavu prachového filtru, navíjení napájecího kabelu, velká nášlapná tlačítka. V průběhu výroby se měnily motory. Motory: 1977 - 1979 = České motory ETA typ 1-983, 750W 1980 - 1982 = Jugoslávské motory Iskra typ MKE 1710, 800W ? - 1987 = České motory ETA typ 1-983, 750W |
| 418                           | ---                      | 70. léta       | 500                              | ?         | ?                            | ?             | ukazatel stavu prachového filtru, kovové tělo, plastová víka - 418 Elektronic = provedení modelu 418 s elektronickou regulací výkonu |
| 1-418                         | ---                      | 80. léta       | 600                              | ?         | ?                            | ?             | vylepšený model ETA 418 (výkonnější motor, vylepšen ukazatel stavu prachového filtru) v průběhu výroby se měnily motory. První modely měly České motory typu 1.982 600W, a ke konci výroby se používaly Jugoslávské Iskra motory 600W - 1-418 Elektronic = provedení modelu 1-418 s elektronickou regulací výkonu |
| 419                           | ---                      | 1977-1980      | 500                              | ?         | ?                            | 72            | jednoduchý vysavač pro menší plochy, kovové tělo, plastová víka, hadici lze připojit na výstup vzduchu, velké nášlapné tlačítko, vkládaní papírového filtru do plastové manžety |
| 1-419                         | ---                      | 80. léta       | 600                              | ?         | ?                            | ?             | vylepšený model ETA 419 (inovovaný motor), před ukončením výroby byl přidán ukazatel stavu prachového filtru ("pár" kusů), vkládaní papírového filtru do plastové manžety v průběhu výroby se měnily motory. První modely měly České motory ETA typu 1.982 600W, a ke konci výroby se používaly Jugoslávské motory Iskra 600W |
| 421                           | Manus                    | 70. léta       | 275                              | ?         | ?                            | ?             | kompaktní tyčový vysavač, malé rozměry, lehký, celoplastové tělo. Od typu 422 se liší motorem a výfukem vzduchu vzad |
| 422                           | Manus                    | 70. léta       | 300                              | ?         | ?                            | ?             | kompaktní tyčový vysavač, malé rozměry, lehký, celoplastové tělo. Od typu 420 se liší motorem a výfukem vzduchu do boku |
| 423                           | ---                      | 70. léta       | 550                              | ?         | ?                            | ?             | univerzální model, lze ho použít jako tyčový nebo podlahový vysavač, ukazatel stavu prachového filtru - 1-423 = luxusní provedení modelu ETA 423, elektronická regulace výkonu, přídavná zařízení pro leštění podlah bylo možno připojit do vestavěné zásuvky, vkládaní papírového filtru do plastové manžety |
| 0424                          |                          | 80. a 90. léta | 600, 800                         | ?         | ?                            | ?             | tyčový vysavač určený k rychlému úklidu, svým výkonem a vybaveností plně nahradí podlahový vysavač, elektrická zásuvka pro připojení elektrického rotačního kartáče 1-959, textilní filtr + papírový filtr s tvrdým čelem, ukazatel stavu prachového filtru |
| 0425                          | ---                      | 90. léta       | 200                              | ?         | ?                            | ?             | tyčový kompaktní vysavač určen pro menší plochy |
| 0426                          | ---                      | 80. a 90. léta | 800                              | ?         | ?                            | ?             | tyčový vysavač, který vznikl ve spolupráci s Philipsem, textilní filtr + papírový filtr s tvrdým čelem, elektronická regulace sacího výkonu, ukazatel stavu prachového filtru, bohaté příslušenství |
| 1426                          | ---                      | 80. a 90. léta | 600                              | ?         | ?                            | ?             | zjednodušený model 0426, vysavač nemá elektronickou regulaci sacího výkonu, má slabší motor (600W) a méně příslušenství, textilní filtr + papírový filtr s tvrdým čelem a ukazatel stavu prachového filtru zůstaly jako základní výbava tohoto modelu |
| 0427, 1427, 2427              | ---                      | 90. léta       | 800, 950                         | ?         | 1,8                          | ?             | tyčový vysavač, určený k rychlému úklidu, možnost zavěsit na stěnu - 0427 = základní model, trojnásobná filtrace, 800W - 1427 = 0427 + mikrofiltr (tedy čtyřnásobná filtrace), ukazatel stavu prachového filtru, 850W - 2427 = 1427 + čtyřnásobná filtrace, elektronická regulace sacího výkonu, ukazatel stavu prachového filtru, 900W |
| x428                          |                          | 90. léta       | 900                              | ?         | ?                            | ?             | tyčový vysavač, který nahrazuje podlahový vysavač - 0428 = základní model, 2x mikrofiltry, ukazatel stavu prachového filtru - 1428 0428 + elektronická regulace sacího výkonu |
| 0400                          | ---                      | 1979-1990      | 800                              | ?         | 5,7                          | 62, 65        | celoplastový vysavač s funkčním i tvarovým designem, navíjení napájecího kabelu, možnost připojení hadice na výstup vzduchu, vestavěná el. zásuvka, papírový filtr přichycen o přední čelo- hygienické jednodotykové vyhození přímo do koše, příprava pro elektronickou regulaci otáček |
| 2400                          | ---                      | 80. léta       | 800                              | ?         | 5,7                          | 62, 65        | zjednodušený model 0-400, možnost připojení hadice na výstup vzduchu, bez navíjení napájecího kabelu, bez vestavěné el. zásuvky, hygienické jednodotykové vyhození přímo do koše, příprava pro elektronickou regulaci otáček |
| 1400                          | ---                      | 80. léta       | 800                              | ?         | 4,5                          | 76            | netradiční pojetí designu a nové konstrukční prvky usnadňující obsluhu, navíjení napájecího kabelu, možnost připojení hadice na výstup vzduchu, vestavěná el. zásuvka, velká nášlapná tlačítka, indikátor naplnění prachem s pojistkou chránící agregát proti přehřátí - 1400 Elektronic = provedení modelu 1400 s elektronickou regulací výkonu |
| 3400                          | ---                      | 80. a 90. léta | 1000                             | ?         | 4,5                          | 76            | vylepšený model ETA 1400 (úložný prostor pro příslušenství přímo ve vysavači, elektronická regulace výkonu), motor 1000W |
| 7400                          | ---                      | 80. a 90. léta | 800, 1000 nebo 1150              | ?         | 4,5                          | 76            | vychází z modelu ETA 1400, velká nášlapná tlačítka, el. zásuvka, navíjení přívodního kabelu, elektronická regulace výkonu, možnost připojení hadice na výstup vzduchu, indikátor naplnění prachem s pojistkou chránící agregát proti přehřátí. Více provedení v závislosti na agregátu a elektronické regulaci sacího výkonu |
| 7400 NT (nový typ)            | ---                      | 90. léta       | 1000, 1150                       | ?         | ?                            | ?             | vysavač je odvozen od původního modelu 7400, nový motor (typ ETA 0986), papírový filtr se vkládá bez textilní kazety a před vstupem vzduchu do motoru je umístěn mikrofiltr, elektronická regulace sacího výkonu, ukazatel stavu prachového filtru, možnost připojit hadici na výstup vzduchu, ovšem již není součástí elektrická zásuvka pro rotační kartáč |
| 0402                          | ---                      | 80. a 90. léta | 600, 650, 670, 700, 760          | ?         | ?                            | ?             | jednoduchý model vysavače pro nenáročné plochy, bez navíjení napájecího kabelu, velké nášlapné tlačítko, možnost připojit hadici na výstup vzduchu, provedení plast/kov, vkládaní papírového filtru do plastové manžety- víko možno i s přichycením sáčkem vynést mimo obytný prostor. V průběhu výroby se změnily motory - výroba v 80. letech = béžovo-hnědá barva, motor 600W - výroba v 90. letech = šedá barva, výkonnější motor 650W - výroba v 92. roce = šedá barva, přibyl ukazatel stavu prachového filtru, nový typ motoru 0985 700W nebo 760W |
| 0405                          | Praktik                  | 90. léta       | 650, 800                         | ?         | 3,8                          | 76            | jednoduchý vysavač pro menší plochy, mikrofiltr před motorem. Papírový sáček přichycen k čelu vysavače velké nášlapné tlačítko, bez navíjení přívodního kabelu |
| x440                          | ---                      | 90. léta       | 1000                             | ?         | ?                            | ?             | celoplastový vysavač, velká nášlapná tlačítka, navíjení napájecího kabelu, výstupní mikrofiltr, spolupráce s Philipsem - 0440 = základní model - 1440 = elektronická regulace výkonu |
| x403                          | ---                      | 80. a 90. léta | 800, 1000 nebo 1050              | ?         | ?                            | ?             | velká nášlapná tlačítka, navíjení přívodního kabelu, dva mikrofiltry, elektronická signalizace plnosti prachového filtru. Více provedení. První vysavač který lze použít s papírovým sáčkem bez textilního filtru (pouze novější verze) - 1403 = 0403 + přepínání výkonu mezi 800W a 1000W - 2403 = 1403 + signalizace přehřátí motoru (elektronická) - 3403 = 2403 + elektronická regulace výkonu, el. signalizace plnosti prachového filtru |
| x406                          | Klasik                   | 90. léta       | 950, 1150, 1200                  | ?         | 4                            | 76            | velká nášlapná tlačítka, navíjení napájecího kabelu, signalizace stavu prachového filtru, připojení hadice umožňující velký akční radius (360 stupňů) bez pohybu vysavače - 0406 = 2x mikrofiltr, uložené příslušenství v těle vysavače - 1406 = 0406 + výkonnější motor - 2406 = 0406 + výkonnější motor + elektronická regulace sacího výkonu |
| x407                          | Optimo                   | 90. léta       | 1150                             | ?         | 4                            | 75            | navíjení napájecího kabelu, 2x mikrofiltr, signalizace stavu prachového filtru, příslušenství uložené v těle vysavače, pojistka proti přehřátí motoru, velký akční rádius (360 stupňů) - 1407 = základní model, nesené příslušenství v těle vysavače, 2x mikrofiltry, ukazatel stavu prachového filtru - 2407 = 1407 + elektronická regulace výkonu, signalizace přehřátí motoru - 2407/300 = 2407 + funkce BOOSTER (jednorázové zvýšení výkonu), elektronická regulace na držadle hadice - 2407/400 = 2407/300, elektronická regulace výkonu je na těle vysavače, bez signalizace přehřátého motoru - 7407 = 1407 + 3x mikrofiltr, tichý chod, ekonomické provedení modelu, bez signalizace přehřátí motoru |
| x408                          | Quinto, Virtuos, Maestro | 1997 - 2000    | 750, 900, 1150, 1250, 1350, 1500 | ?         | 4                            | 76, 75        | navijení napájecího kabelu, dle modelu až 5x mikrofiltr, signalizace stavu prachového filtru, příslušenství uložené v těle vysavače, velký akční rádius (360 stupňů), tichý chod - 0408 = příkon 750W, velmi tichý chod, 5x mikrofiltr, bez možnosti použít textilní filtr - 1408 = příkon 900W, 2x mikrofiltr, součástí příslušenství je textilní filtr - 2408 = příkon 1150W, 2x mikrofiltr, textilní filtr je možno dokoupit, není součástí příslušenství - 3408 = příkon 1250W, 3x mikrofiltr, elektronická regulace sacího výkonu, dvě parkovací polohy, textilní filtr není součástí příslušenství - 7408 = příkon 1350W, 4x mikrofiltr, elektronická regulace sacího výkonu, dvě parkovací polohy, stupeň AUT (dle vysávaného povrchu), pojistka proti přehřátí motoru, možnost dokoupit textilní filtr - 2408 Virtuos, 3408 Maestro = příkon 1500W, 2x nebo 3x mikrofiltr (dle modelu, 2408 nebo 3408) příslušenství stejné jako u starších modelů 2408 nebo 3408 (dle modelu) |
| x409                          | Swing, Piccolo           | 90. léta       | 1300, 1400                       | ?         | ?                            | 75            | jednoduchý a kompaktní vysavač, nášlapné tlačítko, možnost dokoupit textilní filtr, ukazatel stavu prachového filtru - 0409 = příkon 1300W, základní model - 2409 = příkon 1400W, 3x mikrofiltr, elektronická regulace sacího výkonu, popruh na rameno |
| x410                          | Astro                    | 1999 - 2008    | 1600                             | 320       | 3,5                          | 75            | vysavač větších rozměrů, nášlapná tlačítka, navíjení napájecího kabelu, ukazatel stavu prachového filtru. V průběhu výroby se změnily motory Motory: 1999 - 2005 Český motor ETA 1992.000 1600W 2006 - 2008 Čínský motor různého výrobce 1600W - 0410 = základní model, bez elektronické regulace sacího výkonu - 1410 = model s elektronickou regulací sacího výkonu |
| x411                          | Apollo                   | ? - ?          | 1600                             | 320       | 3,5                          | 75            | - 0411 = základní typ - 1411 = 0411 + el. regulace - 2411 = ? - 7411 = ? |
| x414                          | Draco                    | ? - 2007       | 1500                             | 270       | 2,2                          | 75            | kompaktní vysavač s moderním designem, malý rozměr vysavače, velká nášlapná tlačítka, ukazatel stavu prachového filtru, dle modelu až 4x mikrofiltr, navíjení napájecího kabelu, 2 parkovací polohy - 0414 = základní model, 2x mikrofiltr, - 1414 = 4x mikrofiltr, elektronická regulace sacího výkonu - 2414 = 1414 + popruh na rameno, funkce STANDBY (po zaparkování se vysavač vypne, po odparkování se rozeběhne) |
| x415                          | Arcus                    | ? - ?          | 1500                             | 270       | 2,2                          | 75            | kompaktní vysavač, příslušenství uložené v těle vysavače, ukazatel stavu prachového filtr, navíjení napájecího kabelu, 2 parkovací polohy, dle modelu až 4 mikrofiltry - 0415 = základní model, 2x mikrofiltr - 1415 = 4 mikrofiltr, elektronická regulace sacího výkonu - 2415 = 1415 + funkce STANDBY (po zaparkování se vysavač vypne, po odparkování se rozeběhne), popruh na rameno - 3415 = 2415 + elektrická zásuvka pro připojení rotačního kartáče |
| x416                          | Windy                    | ? - ?          | 1500                             | 270       | 4                            | 78            | - 0416 = základní typ - 1416 = kompaktní celoplastový vysavač, ukazatel sání, navíjení napájecího kabelu, 2 parkovací polohy, 2 mikrofiltry(před a za motorem), elektronická regulace posuvným potenciometrem, velké nášlapná tlačítka - 2416 = ? |
| x418                          | Junior                   | ? - 2009       | 1400                             | 250       | 2,5                          | 80            | - 0418 = základní typ, 2x mikrofiltry, papírový filtr s tvrdým čelem, ukazatel stavu prachového filtru, naviják přívodního kabelu - 1418 = 0418 + elektronická regulace sacího výkonu |
| x419                          | Domino, Zoom             | ? - ?          | 1500                             | 250       | ?                            | ?             | - 0419 = základní typ - 1419 = 0419 + el. regulace - 2419 = ? |
| x417                          | Tiro                     | ? - 2007       | 1700                             | 390       | 4                            | 78            | Celoplastové tělo, nesené příslušenství ve vysavači, HEPA filtr, teleskopická trubka, nášlapná tlačítka - 0417 = základní typ - 1417 = 0417 + el. regulace - 2417 = 1417 + turbohubice |
| 0404                          | ---                      | 80. a 90. léta | 650/1000                         | ?         | ?                            | ?             | hrncovitý tvar, přepínání výkonu. Vysavač vznikl ve spolupráci s firmou Rowenta, pozdějším vývojem dal tento model základ pro řadu x404. Dvě barevní provedení. Starší hnědé, novější šedé barvy |
| x404                          | Neptun                   | 90. léta       | 1100                             | ?         | 9                            | ?             | hrncovitý tvar, suché i mokré vysávání, bezpečnostní plovák proti přetékání vody z nádoby, 1x mikrofiltr na výstupu vzduchu, filtr pro mokré vysávání - 1404 = základní model, pouze suché a mokré vysávání bez funkce čištění - 2404 = 1404 + funkce mokrého čištění koberců - 3404 = 2404 + elektronická regulace výkonu a rozšířená souprava pro mokré čištění |
| x412                          | Aquill                   | 2009 - ?       | 1500                             | 300       | 4                            | 79            | - 0412 = víceúčelový pro suché i mokré vysávání, generátor pro praní koberců, regulace otáček - 1412 = 0412 + čištění horkou vodou ("Aquill Hot") |
| x420                          | Dust Pro                 | ? - ?          | ?                                | ?         | 0,5 (bezsáčkový)             | ?             | - 3420 = cyklonový autovysavač 12 V |
| x422                          | ---                      | ? - ?          | 105                              | ?         | 0,5 (bezsáčkový)             | ?             | - 7422 = ruční kuchyňský akumulátorový vysavač (NiMH) 14,4 V |
| x430                          | Sting                    | ? - ?          | 1000                             | 170       | 1,1                          | ?             | - 2430 = ruční tyčový vysavač s regulací výkonu a zásuvkou pro rotační kartáč |
| x431                          | Vigo                     | ? - ?          | 500                              | 90        | 1 (bezsáčkový)               | ?             | - 0431 = ruční vysavač na teleskopické tyči |
| x434                          | Apart                    |                | 800                              | 300       | 2,5                          | 74            | - 1434 = tyčový vysavač s elektronickou regulací sacího výkonu, 2x mikrofiltr, průměr příslušenství 30mm |
| x437                          | Ponto                    | 2009 - ?       | 45                               | ?         | 0,4                          | ?             | - 0437 = základní typ ručního vysavače s autoadaptérem 12 V - 1437 = 0437 + NiMH akumulátory 7,2 V - 2437 = 0437 + akumulátory NiMH 9,6 V |
| x439                          | Brilanto                 | 2011 - ?       | 80                               | ?         | 0,5                          | 78            | - 0439 = základní typ tyčového ručního vysavače s rotační kartáčovou hubicí |
| x440                          | Praktico                 | 2009 - ?       | 1400                             | ?         | 1                            | 84            | - 0440 = základní typ tyčového vysavače s funkcí leštění podlah |
| x450                          | Proximo                  | ? - 2009       | 1800, 2000                       | 400, 450  | 4                            | 75, 77        | celoplastové tělo, elektrická zásuvka pro připojení elektrického rotačního kartáče, elektronická regulace sacího výkonu, možnost použít papírový nebo textilní filtr, dvě parkovací polohy, HEPA filtr Motory: Provedení 1800W - Český motor ETA 1995.010, Čínské motory různých výrobců Provedení 2000W - Český motor ETA 3995.000, Čínský motor Domel MKM 3435-5 1991.030, Domel MKM 3434-2 1991.020, Čínský motor Kingclean se sponou pro upevnění (pouze model 7450) - 6450 = turbohubice součást základní výbavy - 7450 = el. rotační kartáč součást základní výbavy |
| x451                          | Galaxie                  | ? - ?          | 2000                             | 450       | 4                            | ?             | - 7451 = základní typ s el. regulací a el. rotačním kartáčem |
| x452                          | Generoso                 | 2014           | 1200                             | 400       | 3,5 Unibag                   | 76            | celoplastové tělo, LED panel, akční rádius 11m, bohaté příslušenství, limitovaná série, prodloužená záruka až na 70 let, 3x parkovací poloha, Diestro hubice a turbohubice NERO - 1452 = základní typ s el. regulací, LED panel, Hepa filtrace č. 12, ECO motor - 3452 = jiné barevné provedení, prodloužená záruka, bohatá výbava |
| x454                          | Trino                    | ? - ?          | 1600, 1800, 2000                 | 430       | 3                            | 78            | celoplastové tělo, ukazatel stavu prachového filtru, možnost papírového nebo textilního filtru, naviják přívodního kabelu - 1454 = základní model, příkon 1600W, kovové sací trubky, akční rádius 9m, 4 násobná filtrace - 2454 = 1454 + příslušenství uložené v těle vysavače + turbohubice ETA 1967, elektronická regulace sacího výkonu - 3454 = 2454 + elektrická zásuvka pro připojení elektrického rotačního kartáče, akční rádius 11m, kovová teleskopická sací trubka, 6násobná filtrace - 7454 = 3454 + příkon 2000W, tři parkovací polohy, el. rotační kartáč ETA 1968 součástí základního příslušenství, |
| x457                          | Natty                    | ? - ?          | 1600                             | 320       | cyklonový                    | ?             | - 1457 = základní typ cyklonového vysavače |
| x460                          | O3                       | ? - ?          | 1800                             | 350       | 2,5                          | ?             | - 1460 = základní typ s elektronickou regulací, bez el. zásuvky, dva mikrofiltry, možnost dokoupit HEPA filtr, průměr příslušenství 32mm - 2460 = provedení s el. zásuvkou, elektronickou regulací a turbo kartáčem v základní výbavě, dva mikrofiltry, možnost dokoupit HEPA filtr, průměr příslušenství 32mm |
| x465                          | Aston                    | ? - ?          | 1800                             | 320       | 4                            | 78            | - 1465 = základní typ s elektronickou regulací |
| x466                          | Onyx                     | ? - ?          | 2000                             | 350       | 3                            | 74            | - 0466 = základní typ - 1466 = 0466 + el. regulace a turbohubice |
| x467                          | Profi                    | ? - ?          | 1250                             | 320       | 18                           | 76            | - 0467 = základní typ vysavače pro firemní čištění |
| x468                          | Baggin                   | ? - ?          | 2000                             | 450       | 2,5                          | 80            | - 7468 = základní typ s el. regulací, systémem "soft start", turbohubicí a dálkovým ovládáním |
| x469                          | Biggs                    | 2007 - ?       | 1800                             | 400       | cyklonový                    | ?             | - 7469 = základní typ s el. regulací, systémem "soft start" a turbohubicí |
| x470                          | Limito                   | ? - ?          | 1600                             | ?         | cyklonový                    | ?             | - 1470 = základní typ velkoobjemového vysavače se systémem "soft start" a turbohubicí |
| x471                          | Silent                   | ? - ?          | 2000                             | 510       | 2,5                          | 75            | - 0471 = základní typ - 1471 = 0471 + více příslušenství - 2471 = 1471 + turbohubice |
| x472                          | Dualic                   | 2008 - ?       | 1800                             | 440       | 2,5                          | 74            | - 0472 = základní typ - 1472 = 0472 + el. regulace a systém "soft start" u bezsáčkové varianty sací výkon jen 390 W |
| x473                          | Capolo                   | 2010 - ?       | 1500                             | 330       | 1,5                          | 80            | - 1473 = základní typ vysavače s el. regulací a systémem "soft start |
| x474                          | Galanto                  | 2010 - ?       | 1800                             | 440       | 1,5                          | 82            | - 0474 = základní typ s el. regulací a systémem "soft start" |
| x475                          | Attivo                   | 2010 - ?       | 1800                             | 330       | 1,2 (cyklonový)              | ?             | - 1475 = základní typ s el. regulací a systémem "soft start" |
| x476                          | Beno                     | 2009 - ?       | 1600                             | 360       | 1,5                          | 80            | - 1476 = základní typ vysavače s el. regulací a systémem "soft start |
| x477                          | Adoro                    | 2010 - ?       | 1400                             | 330       | 1 (bezsáčkový)               | 78            | - 1477 = základní typ s el. regulací |
| x478                          | Sabine                   | 2009 - ?       | 2000                             | 430       | 2 (bezsáčkový)               | 83            | - 1471 = základní typ s el. regulací, systémem "soft start" a turbohubicí |
| x480                          | Dante                    | 2011 - ?       | 1800                             | 510       | 3                            | ?             | design Veverka - 1480 = základní typ s el. regulací, systémem "soft start" a turbohubicí |
| x481                          | Canto                    | 2011 - ?       | 1600                             | 530       | 3 "UNIBAG"                   | ?             | - 1481 = základní typ s el. regulací, systémem "soft start" a malou turbohubicí - 2481 = 1481 + turbohubice a speciální štěrbinová hubice FLEXI |
| x483                          | Violeta                  | 2010 - ?       | 1600                             | 400       | 3,5 "UNIBAG"                 | 78            | design Veverka - 1483 = základní typ antialergického vysavače s el. regulací a systémem "soft start |
| x497                          | Trimo                    | 2015           | 990                              | 375       | 3                            | 80            | vylepšený model ETA 454 Trino (soft start, 3x parkovací poloha, ECO motor) - 1497 = elektronická regulace sacího výkonu, HEPA filtrace 11, příkon 990W, nesené příslušenství |
| 0499                          | Denso                    | 2016           | 990                              | ?         | ?                            | 78            | stejný model jako x454 Trino a 1497 Denso (jen jiná barva a jméno) - 0499 = soft start, elektronická regulace sacího výkonu, HEPA filtr, příkon 990W, nesené příslušenství |
| x861                          | Nobel                    | 2009 - ?       | 1250                             | 400       | 3, "Liftbag"                 | 74            | design Veverka - 0861 = základní typ - 1861 = 0861 + el. regulace - 2861 = 1861 + el. rotační kartáč |
| x865                          | Mariner                  | 2009 - ?       | 1500                             | 300       | 5                            | 80            | design Veverka - 2865 = základní typ poloprofesionálního víceúčelového vysavače bez příslušenství - 3865 = 2865 + příslušenství - 7865 = 3865 + turbohubice |
| x866                          | Amanto                   | 2009 - ?       | 1800                             | 350       | 2,5                          | 82            | - 1866 = základní typ s el. regulací |
| x867                          | Atlantic                 | ? - ?          | 1150                             | 250       | 7                            | ?             | - 2867 = víceúčelový pro mokré vysávání a praní koberců, - 3867 = 2867 + regulace otáček |
| x868                          | Doppio                   | ? - ?          | 800                              | 180       | 3                            | ?             | - 0868 = základní typ dílenského vysavače s možností sání i foukání |
| x869                          | Efektiv                  | 2010 - ?       | 1400                             | 310       | 6 (bezsáčkový)               |               | - 0869 = základní typ středního dílenského vysavače |